# Andelsbuch
Andelsbuch è un comune austriaco di 3 219 abitanti nel distretto di Bregenz, nel Vorarlberg.